# Municipio de Angamacutiro
El municipio de Angamacutiro es uno de los 113 municipios en que se encuentra dividido el estado mexicano de Michoacán de Ocampo, se localiza al norte del estado y su cabecera es la ciudad de Angamacutiro de la Unión.

## Toponimia
El nombre Angamacutiro es un vocablo de origen indígena que se interpreta como ‘lugar al borde de la barranca’. Según otra interpretación, proviene del purépecha y se traduce como ‘donde se cuelgan bezotes’.

## Geografía
Angamacutiro se encuentra localizado en el extremo norte del estado de Michoacán. Limita al norte con el estado de Guanajuato y el municipio de José Sixto Verduzco; al este con los municipios de José Sixto Verduzco y Puruándiro; al sur con los municipios de Puruándiro y Panindícuaro; al oeste con los municipios de Panindícuaro y Penjamillo y con el estado de Guanajuato. Forma parte de la Región 2. Bajío.
Su extensión territorial es aproximadamente de 240 km² que representan el 0.39 % de la totalidad de la superficie del estado de Michoacán.

### Orografía e hidrografía
El municipio se encuentra localizado en donde el Eje Neovolcánico desciende hacia la planicie del Bajío, por lo que su relieve desciende de sur a norte, no cuenta con grandes elevaciones, siendo sus principales accidentes los cerros Blanco, Chongo, Los Reyes, Bola y Guayabo.
La principal corriente de Angamacutiro es el río Lerma que marca el límite estatal con Guanajuato, de sur a norte es atravesado por el río Angulo que se une al Lerma en el término municipal; todas las corrientes menores del municipio son tributarias de alguno de estos dos ríos, hidrológicamente todo el territorio pertenece a la misma región hidrológica, la Región hidrológica Lerma-Santiago, sin embargo está dividido en dos cuencas diferentes, el extremo noreste pertenece a la Cuenca Río Lerma-Chapala.

### Clima y ecosistemas
El clima de todo el municipio de Angamacutiro es considerado como «Templado Subhúmedo con lluvias en verano», la temperatura media anual que se registra se encuentra entre los 16 y los 24 °C, y la precipitación pluvial anual se encuentra entre los 700 y los 800 mm.
Se considera que la totalidad del territorio del municipio está dedicado a la agricultura, sin embargo sus especies autóctonas son las correspondientes a la pradera, destacando plantas como nopal, huizache y matorral; entre las especies animales que se encuentran están comadreja, conejo, ardilla, cacomixtle, zorrillo, tejón, tórtola y pato.

## Demografía
La población total del municipio de Angamacutiro es de 14 943 habitantes, lo que representa un crecimiento promedio de 0.18 % anual en el período 2010-2020 sobre la base de los 14 684 habitantes registrados en el censo anterior. Al año 2020 la densidad del municipio era de 62,19 hab/km².
| Gráfica de evolución demográfica de Municipio de Angamacutiro entre 2000 y 2020 |
|                                                                                 |
| Fuente: Instituto Nacional de Estadística Geografía e Informática               |

En el año 2010 estaba clasificado como un municipio de grado bajo de vulnerabilidad social, con el 13.03 % de su población en estado de pobreza extrema.
La población del municipio está mayoritariamente alfabetizada (12.12 % de personas analfabetas al año 2010) con un grado de escolarización en torno de los 5.7 años. Solo el 0.14 % de la población se reconoce como indígena.
El 94.37 % de la población profesa la religión católica. El 3.53 % adhiere a las iglesias protestantes, evangélicas y bíblicas.

### Localidades
En el censo de 2020 el municipio de Angamacutiro contaba con 27 localidades.
| Código INEGI    | Localidad                | Población (2020) |
| --------------- | ------------------------ | ---------------- |
| 160040001       | Angamacutiro de la Unión | 5 044            |
| 160040014       | El Maluco                | 2 006            |
| 160040015       | Miravalle                | 996              |
| 160040002       | Agua Caliente            | 921              |
| 160040006       | Santiago Conguripo       | 861              |
| 160040027       | San José del Maluco      | 833              |
| 160040007       | La Estancia del Río      | 763              |
| 160040013       | Héroes de la Revolución  | 692              |
| 160040017       | La Palma                 | 444              |
| 160040030       | El Troje                 | 391              |
| 160040010       | Guadalupe Norte          | 328              |
| 160040024       | San Diego Buenavista     | 252              |
| 160040003       | Aramútaro de la Cal      | 224              |
| 160040011       | Guadalupe Sur            | 200              |
| 160040038       | La Zapotera de Tunilla   | 179              |
| 160040021       | El Rosario               | 153              |
| 160040036       | Nuevo Paraíso            | 152              |
| 160040004       | Aranjuez                 | 109              |
| 160040005       | Curicipo                 | 107              |
| 160040012       | Guayabo Buenavista       | 82               |
| 160040022       | El Sabino                | 70               |
| 160040028       | San Pedro                | 67               |
| 160040026       | San Ignacio de Loyola    | 33               |
| 160040034       | Laguna de Cortés         | 19               |
| 160040037       | Rancho de la Cueva       | 5                |
| 160040041       | La Presa                 | 3                |
| 160040029       | Santa María del Río      | 1                |
| Total municipal | Total municipal          | 14 935           |

## Educación y salud
En 2010, el municipio contaba con escuelas preescolares, primarias, secundarias y una escuela de formación media (bachillerato). Las unidades médicas en el municipio eran 8, con un total de personal médico de 16 personas.
El 40.8 % de la población de 15 años o más (5960 personas) no había completado la educación básica, carencia social calificada como rezago educativo. El 56.3 % de la población (8229 personas) no tenía acceso a servicios de salud.

## Política

### Representación legislativa
Para la elección de diputados locales al Congreso de Michoacán y de diputados federales a la Cámara de Diputados federal, el municipio de Vista Hermosa se encuentra integrado en los siguientes distritos electorales:
Local:
- Distrito electoral local de 2 de Michoacán con cabecera en Puruándiro.[22]

Federal:
- Distrito electoral federal 7 de Michoacán con cabecera en Zacapu.[23]

### Presidentes municipales
- (2002-2004): Noel González Gómez
- (2005-2007): Guillermo Hernández García
- (2008-2011): Erik Juárez Blanquet
- (2012-2015): César Ojeda Pérez
- (2015-2018): Xavier García Granados
- (2018-2021): Maribel Juárez Blanquet
- (2021-2024): Hermes Arnulfo Pacheco Bibriesca